# Rohrbach (Rennertshofen)
Rohrbach ist ein Pfarrdorf und Ortsteil des Marktes Rennertshofen im Landkreis Neuburg-Schrobenhausen im Regierungsbezirk Oberbayern.

## Geographie
Rohrbach liegt inmitten der hügeligen Landschaft der Südlichen Frankenalb.
Verkehrstechnisch liegt es direkt nördlich der nordwestlich-südöstlich verlaufenden Staatsstraße St 2214 von Monheim nach Rennertshofen.
Die Nachbarorte von Rohrbach sind Trugenhofen im Westen, Kienberg und Ammerfeld im Nordwesten, Emskeim im Norden, der Wellheimer Ortsteil Gammersfeld im Nordosten, Ellenbrunn und Mauern im Osten, der Hauptort Rennertshofen im Südosten, Gallenmühle im Süden und Erlbach im Südwesten.
Zur Gemarkung gehört ein großer Gemeindewald mit Nutzgenuss der Rechtler.

## Geschichte
Mehrere steinzeitliche Streufunde deuten auf eine frühe Siedlungsgeschichte hin. Am Westausgang des Ortes wurden im Schindwinkel Reste einer bronzezeitlichen Siedlung gefunden, außerdem nördlich des Ortes ein keltischer Eisenverhüttungsplatz. Am Abhang des Usseltals wurden bei den Wochenfeldquellen Reste eines römischen Gutshofs gefunden; an derselben Stelle befand sich im Mittelalter der Weiler Wochenfeld mit Eisenschmelzöfen.
Der Ortsname Rohrbach lässt sich auf das früher bei den Rohräckern entsprungene Rohrbächlein zurückführen. Im Mittelalter lag Rohrbach im Sualafeldgau. Erstmals erwähnt wurde der Ort 955 als Schenkung von König Otto I. dem Großen (dem späteren Kaiser Otto I.) an Bischof Starchand von Eichstätt, damals gemeinsam mit Ellenbrunn und Trugenhofen als Bestandteil einer Königshube. 1100 bis 1342 gehörte Rohrbach zur Hofgerichtsbarkeit den Grafen von Lechsgemünd-Graisbach. Diese hatten außerdem einigen Grundbesitz in Rohrbach, neben dem Kloster Kaisheim und den Adelshofmarken Tagmersheim und Stepperg.
Im Mittelalter war Rohrbach der Sitz eines Adelsgeschlechts, der Herren von Rohrbach, ursprünglich Ministerialen des Bischofs von Eichstätt. Ihre Familie erlosch 1350.
Mit Auflösung der Grafschaft Lechsgemünd-Graisbach fielen 1342 deren Rechte und Besitztümer an die Wittelsbacher. 1505 bis 1808 gehörte Rohrbach zum Fürstentum Pfalz-Neuburg, und zwar zum neuburgischen Gericht Graisbach-Monheim. Folgerichtig gehörte es bis 1879 zum bayerischen Landgericht Monheim, erst ab 1. Oktober 1879 dann zum Amtsgericht Neuburg an der Donau. Verwaltungstechnisch wechselte Rohrbach infolge der neuen Gerichtsorganisation vom Bezirksamt Donauwörth (seit der Trennung von Justiz und Verwaltung am 1. Juli 1862) am 1. Januar 1880 zum Bezirksamt Neuburg an der Donau.
Schon 1581 wurde in Rohrbach eine Schule eingerichtet. 1637/38 wurde Rohrbach im Dreißigjährigen Krieg so stark verwüstet, dass nur noch acht Einwohner übrig blieben.
Bis zum 30. Juni 1972 war Rohrbach eine selbständige Gemeinde im schwäbischen Landkreis Neuburg an der Donau und wurde dann im Zuge der Gebietsreform in Bayern dem nunmehr oberbayerischen vergrößerten Landkreis Neuburg an der Donau, der am 1. Mai 1973 den Namen Landkreis Neuburg-Schrobenhausen erhielt, zugeschlagen. Am 1. Mai 1978 erfolgte die Eingemeindung in den Markt Rennertshofen.

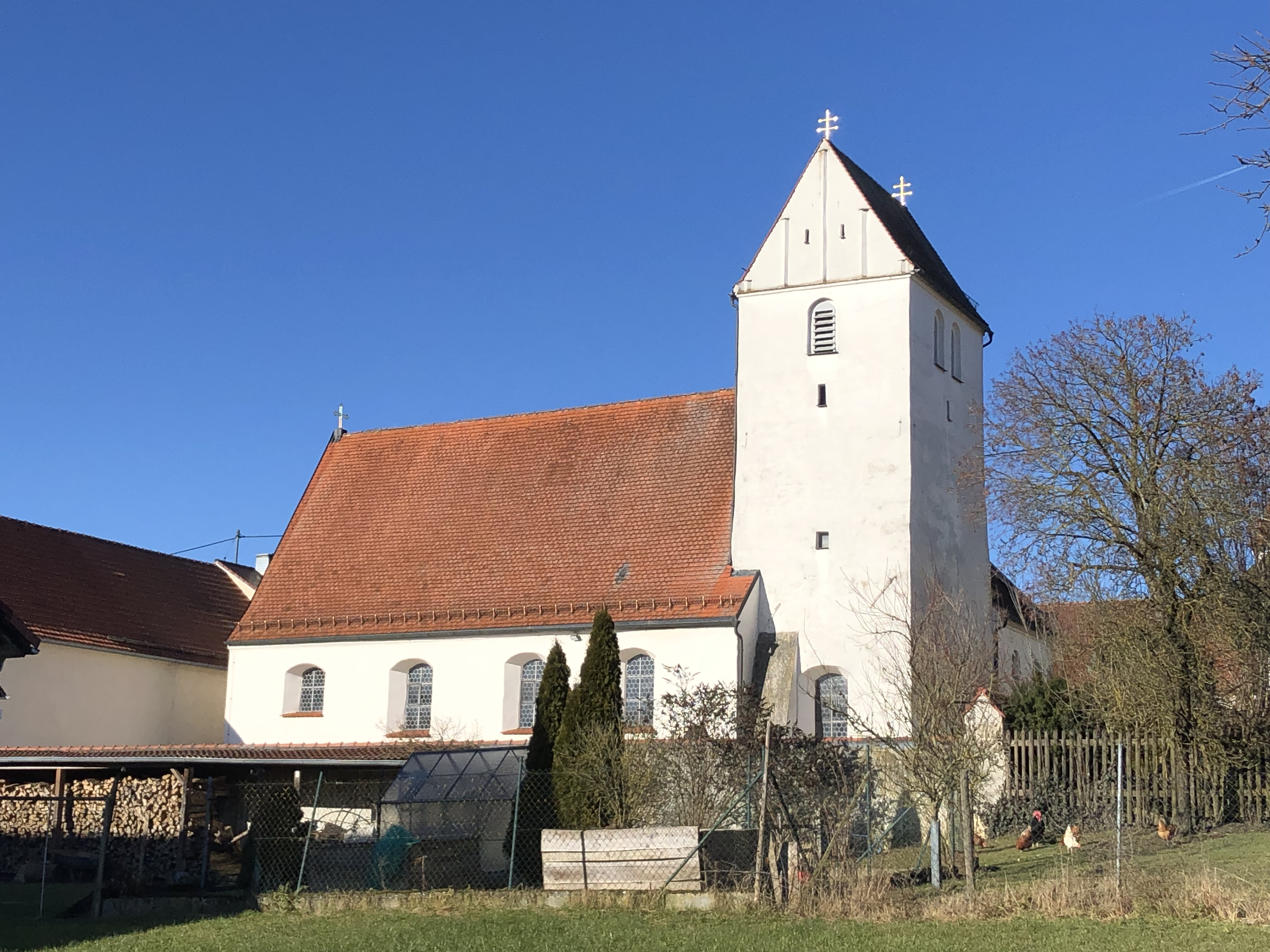
St. Katharina (Rohrbach)

Die katholische Pfarrei Sankt Katharina in Rohrbach gehört zum Pfarreienverbund Monheim im Dekanat Weißenburg-Wemding im Bistum Eichstätt. Der Turm mit Chor im unteren Geschoss der Pfarrkirche stammt aus der Zeit um 1300, das angrenzende Kirchenschiff aus dem 16. Jahrhundert; der Westabschluss des Schiffes, ein Anbau, entstand 1856/57. Bis 1595 war der Kirchenpatron übrigens Sankt Willibald.
Der Kirchensatz (Patronatsrecht) stand 1416 bis 1479 den Schenken von Schweinspoint zu, 1479 bis 1542 den Reichsmarschällen von Pappenheim, 1542 bis 1808 den Herzögen und Fürsten von Pfalz-Neuburg und schließlich bis 1918 den bayerischen Königen.

## Baudenkmäler
Siehe: Liste der Baudenkmäler in Rohrbach

## Persönlichkeiten
- Johannes Leo von Mergel (* 9. Dezember 1847 in Rohrbach; † 20. Juni 1932 in Eichstätt), Bischof von Eichstätt